# 水沢深森
水沢 深森（みずさわ みもり、9月1日 - ）は、日本のイラストレーター、漫画家。兵庫県出身。女性。枕を退社後、フリーとなる。

## 作品リスト

### 挿絵
- かぐや魔王式!（全10巻、原作：月見草平/MF文庫J）
- えくそしすた!（全6巻、原作：三上康明/ガガガ文庫）
- 夏海紗音と不思議な世界（既刊2巻、原作：直江ヒロト/富士見ファンタジア文庫）
- まさに豹変!?お嬢様（単巻、原作：葵泰比呂/美少女文庫）
- 神をしめなわっ!（全3巻、原作：番棚葵/スーパーダッシュ文庫）
- 蒼き箱庭のプログレス Ange Chronicle Side:BLUE（単巻、原作：野島けんじ /MF文庫J）

### ゲーム
- 2008年
  - しゅぷれ〜むキャンディ 〜王道には王道たる理由があるんです!〜（枕）
- 2009年
  - 夏色ストレート!（White Cyc）
- 2010年
  - あるぴじ学園（circus）
- 2011年
  - A.G.II.D.C. 〜あるぴじ学園2.0 サーカス史上最大の危機!?〜（STELLA）
  - 桃色大戦ぱいろん（extreme）
- 2013年
  - 恋×恋=∞（Peas Soft）